# Starrcade 1993
Starrcade '93: 10th Anniversary è stata un'edizione dell'annuale evento pay-per-view Starrcade. Fu il sesto Starrcade prodotto dalla World Championship Wrestling (WCW). Si svolse il 27 dicembre 1993 all'Independence Arena di Charlotte (Carolina del Nord). Questo fu il primo Starrcade a vedere la presenza di Ric Flair dopo il suo stint nella World Wrestling Federation; la sua ultima apparizione a Starrcade risaliva al 1990.
Il main event è stato un match tra Vader e Ric Flair per il WCW World Heavyweight Championship. Il match è stato organizzato come risultato a causa della rissa accaduta a ottobre, che portò Arn Anderson e Sid Vicious a strangolarsi a vicenda. Flair sostituì così Vicious nel suo match contro Vader. Il loro feud continuò dopo l'evento con un Thundercage match a SuperBrawl IV. L'evento ebbe anche The Nasty Boys contro Sting e Road Warrior Hawk per il WCW World Tag Team Championship, Rick Rude contro The Boss (sostituito da Davey Boy Smith) per il WCW International World Heavyweight Championship, e un two out of three falls match tra Dustin Rhodes e Steve Austin per il WCW United States Heavyweight Championship.

## Antefatto
Il principale feud portato fino a Starrcade fu quello tra Ric Flair e Vader con in palio il WCW World Heavyweight Championship. Dopo aver lasciato la NWA nel 1991, Ric Flair ritornò in WCW all'inizio del 1993. Da allora, Flair vinse il NWA World Heavyweight Championship per la decima volta al ppv Beach Blast '93 in un match contro Barry Windham. Il titolo diventò il WCW International World Heavyweight Championship a settembre dopo il distacco tra WCW e National Wrestling Alliance. In seguito Flair ebbe un'altra rivalità con Rick Rude per il titolo. Rude vinse il titolo a Fall Brawl '93, e lo mantenne nei vari rematch tra i due.
Dopo aver sconfitto Ron Simmons per il WCW World Heavyweight Champion il 30 dicembre 1992, Big Van Vader aveva mantenuto la cintura per tutto il tempo (ad eccezione di un breve regno di Sting nel marzo 1993). In maggio Vader si scontrò con Davey Boy Smith per il titolo. Il feud incluse anche Sid Vicious e Sting, che formarono un'alleanza rispettivamente contro Vader e Smith. Vader poi ebbe un altro piccolo feud con Cactus Jack prima di essere scelto per affrontare Vicious a Starrcade. Il 28 ottobre, Arn Anderson e Vicious ebbero una rissa in un hotel in cui cercarono di strangolarsi a vicenda. L'incidente portò Vicious al licenziamento, e Flair sfidò Vader in un match titolato a Starrcade, con Flair che mise inoltre in palio la sua carriera.

## Evento
Il primo match fu tra Pretty Wonderful (Paul Orndorff & Paul Roma) (accompagnati da The Assassin) e il team composto da 2 Cold Scorpio e Marcus Bagwell. Il match iniziò con Scorpio e Bagwell in vantaggio, che colpirono ripetutamente Orndorff e Roma. I Pretty Wonderful dominarono su Bagwell dopo che Roma lo aveva attaccato da dietro. Successivamente Roma mancò uno splash, e Scorpio diede il cambio a Orndorff. Scorpio era in vantaggio, e usò un Headscissors takedown. The Assassin poi salì sul paletto del ring, e posizionò una lastra sulla sua maschera. Così, dopo che Scorpio usò un altro headscissors takedown, The Assassin colpì Scorpio con una testata, e permise a Orndorff di schienarlo e vincere il match.
Il secondo match fu tra Awesome Kong (accompagnato da King Kong) e The Shockmaster. Prima del match, Awesome e King Kong attaccarono The Shockmaster. Il match iniziò con King Kong che lottò immediatamente. The Shockmaster lo bloccò con una body avalanche, usò poi un clothesline e un crossbody block. The Shockmaster schienò così King Kong dopo uno scoop slam e vinse il match.
| Ruolo:         | Nome:                 |
| -------------- | --------------------- |
| Commentatori   | Tony Schiavone        |
| Commentatori   | Jesse Ventura         |
| Intervistatori | Eric Bischoff         |
| Intervistatori | Gene Okerlund         |
| Arbitri        | Randy Anderson        |
| Arbitri        | Nick Patrick          |
| Annunciatori   | Michael Buffer        |
| Annunciatori   | Gary Michael Cappetta |

Il terzo match vide contrapposti Ricky Steamboat e Lord Steven Regal (accompagnato da Sir William) per il WCW World Television Championship. Il match iniziò con Steamboat in vantaggio con un enzuigiri. Regal venne colpito con un calcio volante a seguito di una distrazione di Sir William. Steamboat capovolse una presa butterfly in un double underhook suplex, e attaccò Regal fuori dal ring. Steamboat usò un German suplex, ma si raggiunse il tempo limite della durata del match, e quindi Regal mantenne il titolo.
Il quarto match vide affrontarsi il team formato da Tex Slazenger e Shanghai Pierce contro il team composto da Cactus Jack e Maxx Payne. Inizialmente Jack e Payne furono in vantaggio. Jack usò una "Cactus clothesline" contro Pierce e una suicide senton contro Slazenger. Slazenger e Pierce continuarono a infierire contro Payne, fino a quando Payne li colpì entrambi con un braccio teso. Jack prese il cambio e Pierce accidentalmente colpì Slazenger. Jack poi schienò Pierce dopo un double arm DDT e vinse il match.
Il quinto match fu un two out of three falls match tra Steve Austin (accompagnato da Col. Robert Parker) e Dustin Rhodes per il WCW United States Heavyweight Championship. Lottarono fuori dal ring per la maggior parte del match. Dopo che Austin ebbe fallito un axe handle elbow drop, Rhodes usò un braccio teso e una scoop powerslam. Parker salì sul sostegno del ring, e Rhodes spinse Austin contro di lui. Austin cadde da sopra la terza corda fuori ring e Rhodes perse il primo punto per squalifica. Rhodes continuò ad attaccare Austin, e usò vari pugni a mano chiusa. Austin schienò però Rhodes con un roll-up tenendogli illegalmente il costume e si aggiudicò match e titolo.
Il sesto match tra The Boss e Rick Rude per il WCW International World Heavyweight Championship iniziò con Rude che attaccò The Boss fino a quando The Boss usò un back body drop e un big boot per respingerlo. The Boss attaccò quindi Rude fuori dal ring, e applicò su di lui la presa di sottomissione bear hug. Dopo numerosi pugni, The Boss cercò di usare una leapfrog body guillotine. Ma Rude la evitò e schienò The Boss con un sunset flip per vincere il match e mantenere il titolo.
Il settimo match fu tra The Nasty Boys (Brian Knobbs e Jerry Sags) (accompagnati da Missy Hyatt) e il team composto da  Sting e Road Warrior Hawk per i WCW World Tag Team Championship. Sting e Hawk si trovarono inizialmente in vantaggio, colpendo ripetutamente il braccio sinistro di Knobbs. Dopo che Hawk mancò un turnbuckle thrust all'angolo, cadde fuori ring, e fu attaccato dai Nasty Boys. Essi furono in vantaggio fino a quando Hawk colpì entrambi con un braccio teso, e diede il cambio a Sting. Sting li attaccò entrambi, e usò uno splash contro Knobbs, ma Knobbs si difese alzando le ginocchia. The Nasty Boys dominarono contro Sting, e applicarono ripetutamente l'abdominal stretch per farlo cedere. Questo continuò fino a quando Hawk entrò, e attaccò entrambi insieme a Sting. Questi ultimi usarono un Doomsday Device su Knobbs, e Sting cercò di schienarlo, ma la Hyatt interferì. Sting e Hawk vinsero il match per squalifica, e The Nasty Boys mantennero i titoli.
Il main event fu tra Big Van Vader (accompagnato da Harley Race) e Ric Flair per il WCW World Heavyweight Championship. Lo sfidante riuscì a vincere il titolo. Flair si sarebbe ritirato se avesse perso.

## Risultati
| N. | Incontri | Stipulazioni                                                                   | Durata |
| -- | --- | ------------------------------------------------------------------------------ | ------ |
| 1  | Pretty Wonderful (Paul Orndorff e Paul Roma) (con The Assassin) hanno sconfitto 2 Cold Scorpio e Marcus Alexander Bagwell (con Teddy Long) | Tag team match                                                                 | 11:45  |
| 2  | The Shockmaster ha sconfitto King Kong (con Awesome Kong)                                                                                  | Single match                                                                   | 01:34  |
| 3  | Lord Steven Regal (c) (con Sir William) vs Ricky Steamboat termina in un no contest per limite di tempo                                    | Single match per il WCW World Television Championship                          | 15:14  |
| 4  | Cactus Jack e Maxx Payne hanno sconfitto Tex Slazenger e Shangai Pierce                                                                    | Tag team match                                                                 | 07:48  |
| 5  | Steve Austin (con Col. Robert Parker) ha sconfitto Dustin Rhodes (c) sul 2 a 1                                                             | Two out of three falls match per il WCW United States Heavyweight Championship | 23:56  |
| 6  | Rick Rude (c) ha sconfitto The Boss | Single match per il WCW International World Heavyweight Championship           | 09:08  |
| 7  | Sting e Road Warrior Hawk hanno sconfitto The Nasty Boys (Brian Knobs e Jerry Sags) (c) (con Missy Hyatt)                                  | Tag team match per il WCW World Tag Team Championship                          | 29:11  |
| 8  | Ric Flair ha sconfitto Vader (c) (con Harley Race)                                                                                         | Title vs. career match per il WCW World Heavyweight Championship               | 21:18  |